# Данковская ТЭЦ
Данковская ТЭЦ — теплоэлектроцентраль, расположенная в городе Данкове Липецкой области, является производственным подразделением филиала ПАО «Квадра» — «Липецкая генерация». Установленная электрическая мощность станции составляет 9 МВт, тепловая 148 Гкал/ч. Численность сотрудников — 132 человека.

## История
Проектирование ТЭЦ в Данкове началось в 1954 году, когда образовалась Липецкая область. Основные строительные работы завершены весной 1961 года — выполнен монтаж дымовой трубы высотой 80 метров, угольного склада с эстакадой, железнодорожных путей, брызгального бассейна. 27 апреля 1961 года в эксплуатацию введены энергетический котел № 1 БКЗ-50-39 и турбогенератор № 1 мощностью 6 МВт. В то время станция работала на низкокалорийном подмосковном буром угле, который сжигали в пылевидном состоянии в шахтно-мельничных топках.
В 1975 году белорусским отделением «Промэнергопроекта» выполнен проект расширения станции с установкой парового котла и двух водогрейных. В 1979 году Данковская ТЭЦ полностью перешла на сжигание мазута. В 1991—1995 годах велись работы по переводу ТЭЦ на газ. Сейчас основным топливом является природный газ, резервным — мазут. Перевод станции на сжигание газового топлива значительно повысил надежность работы оборудования. В 2000 году Данковской ТЭЦ переданы тепловые сети города Данкова.
Станция обеспечивает около 80 % потребности города Данкова в тепловой энергии.

## Перечень основного оборудования
| Агрегат         | Тип          | Изготовитель                 | Количество | Ввод в эксплуатацию     | Основные характеристики | Основные характеристики | Источники |
| Агрегат         | Тип          | Изготовитель                 | Количество | Ввод в эксплуатацию     | Параметр                | Значение                | Источники |
| --------------- | ------------ | ---------------------------- | ---------- | ----------------------- | ----------------------- | ----------------------- | --------- |
| Паровой котёл   | БКЗ-50-39Ф   | Барнаульский котельный завод | 3          | 1961 г. 1962 г. 1966 г. | Топливо                 | природный газ, мазут    | [ 1 ]     |
| Паровой котёл   | БКЗ-50-39Ф   | Барнаульский котельный завод | 3          | 1961 г. 1962 г. 1966 г. | Производительность      | 50 т/ч                  | [ 1 ]     |
| Паровой котёл   | БКЗ-50-39Ф   | Барнаульский котельный завод | 3          | 1961 г. 1962 г. 1966 г. | Параметры пара          | 39 кгс/см2, 440 °С      | [ 1 ]     |
| Паровой котёл   | БКЗ-75-39ГМА | Барнаульский котельный завод | 1          | 1986 г.                 | Топливо                 | природный газ, мазут    | [ 1 ]     |
| Паровой котёл   | БКЗ-75-39ГМА | Барнаульский котельный завод | 1          | 1986 г.                 | Производительность      | 75 т/ч                  | [ 1 ]     |
| Паровой котёл   | БКЗ-75-39ГМА | Барнаульский котельный завод | 1          | 1986 г.                 | Параметры пара          | 39 кгс/см2, 440 °С      | [ 1 ]     |
| Паровая турбина | Р-5-35/1,2   | Калужский турбинный завод    | 1          | 1961 г.                 | Установленная мощность  | 5 МВт                   | [ 1 ]     |
| Паровая турбина | Р-5-35/1,2   | Калужский турбинный завод    | 1          | 1961 г.                 | Тепловая нагрузка       | 19 Гкал/ч               | [ 1 ]     |
| Паровая турбина | Р-5-35/1,2   | Калужский турбинный завод    | 1          | 1961 г.                 | Параметры пара          | 35 кгс/см2, 435 °С      | [ 1 ]     |
| Паровая турбина | Р-4-35/6     | Калужский турбинный завод    | 1          | 1963 г.                 | Установленная мощность  | 4 МВт                   | [ 1 ]     |
| Паровая турбина | Р-4-35/6     | Калужский турбинный завод    | 1          | 1963 г.                 | Тепловая нагрузка       | 33 Гкал/ч               | [ 1 ]     |
| Паровая турбина | Р-4-35/6     | Калужский турбинный завод    | 1          | 1963 г.                 | Параметры пара          | 35 кгс/см2, 435 °С      | [ 1 ]     |